# Pédiatrie
Ne doit pas être confondu avec Podiatrie.
 (avril 2019).

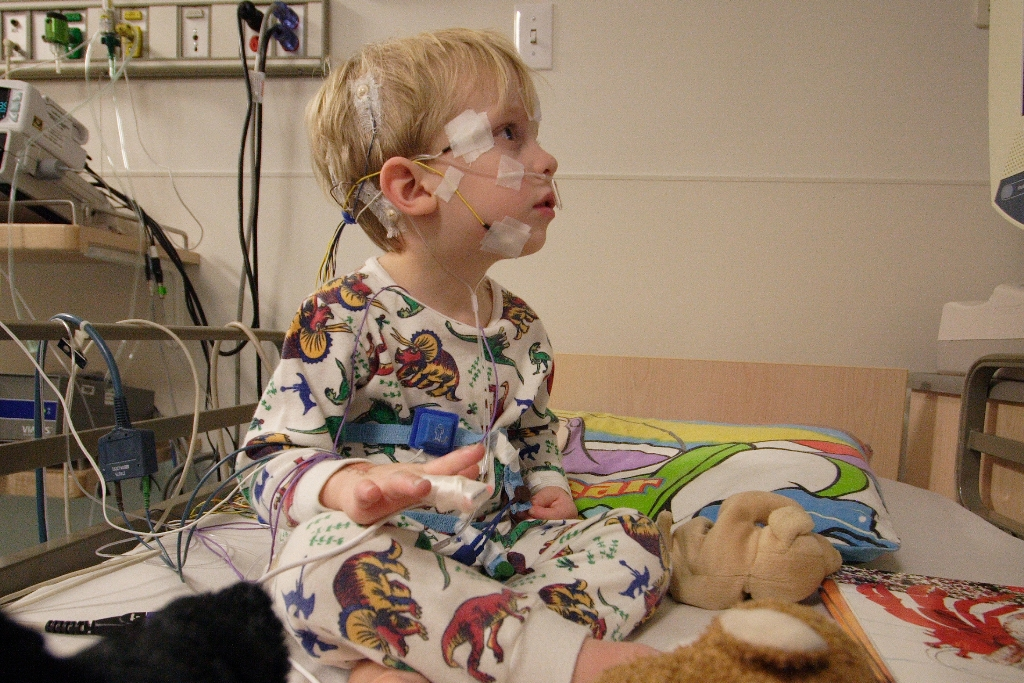
Enfant lors d'un examen (polysomnogramme)

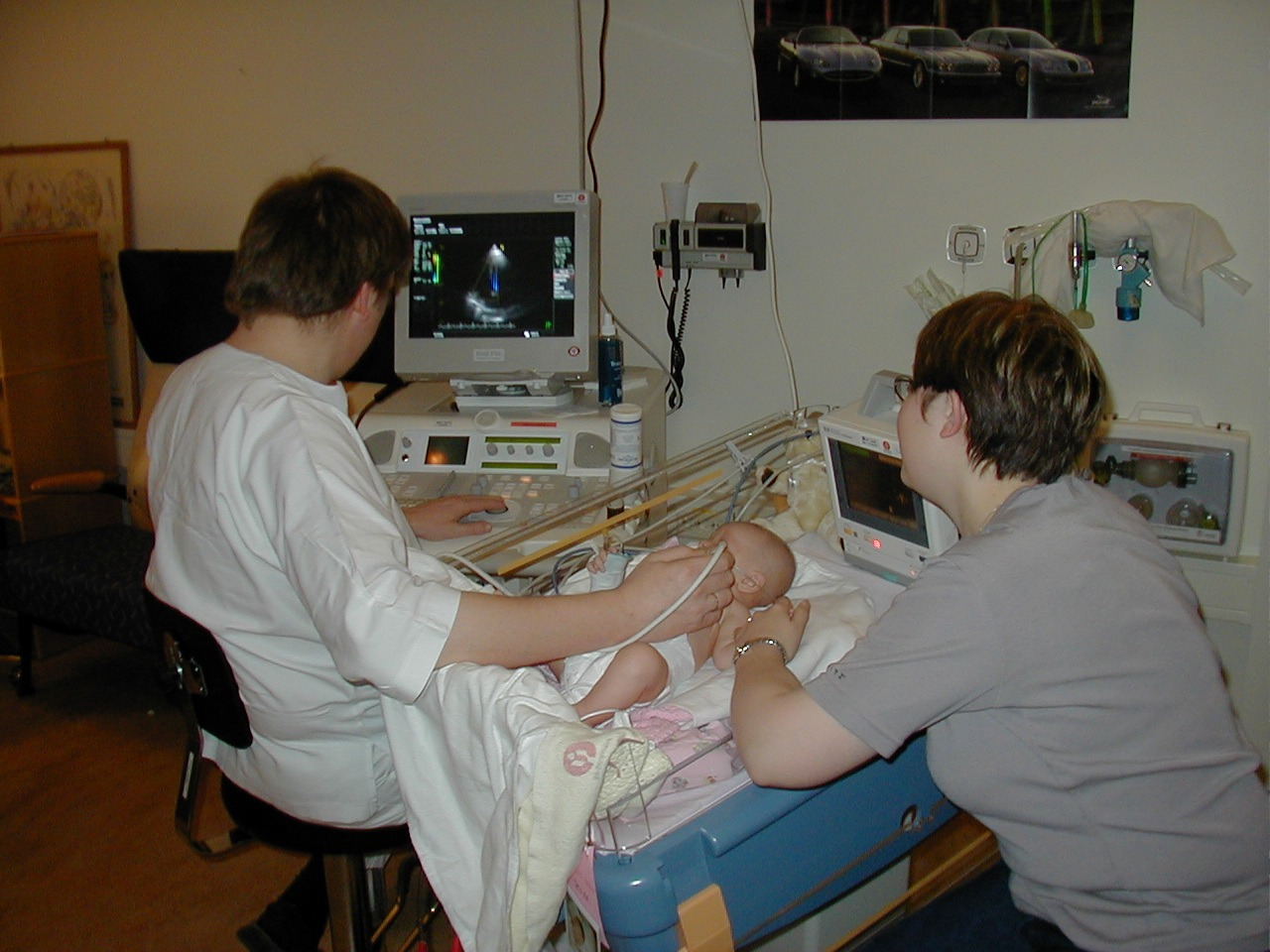
Échographie en pédiatrie

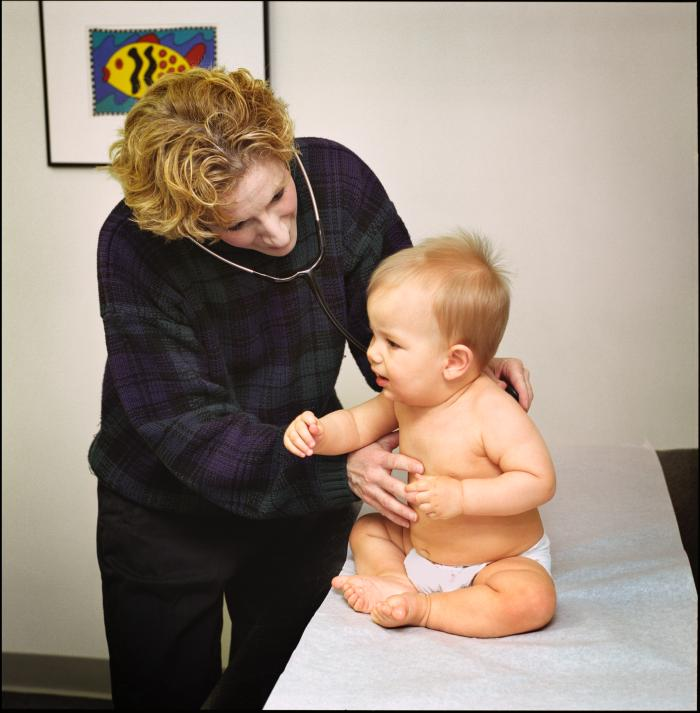
Une pédiatre examine un bébé.

La pédiatrie est une branche spécialisée de la médecine qui étudie le développement neuro-sensori-moteur et physiologique normal de l'enfant, ainsi que toute la pathologie qui y a trait (maladies infantiles), de la naissance à la période postpubertaire où il devient adulte ; c'est la médecine des enfants, l'enfant étant défini en droit comme tout sujet âgé de moins de 18 ans (article 1er de la Convention relative aux droits de l'enfant). Le médecin spécialisé en pédiatrie s'appelle le pédiatre.
La pédiatrie est différente de la médecine générale puisque s'adressant spécialement à un organisme en développement et en transformation permanente. La précocité du diagnostic est ici, encore plus qu'ailleurs, vitale pour la santé future de l'enfant et déterminante pour le pronostic.
La néonatalogie est la partie de la pédiatrie qui s'occupe du nouveau-né. C'est la coopération entre le pédiatre et l'obstétricien qui permet de prévenir les malformations fœtales et de traiter des maladies à la naissance.

## Histoire de la pédiatrie en France
Jusqu'au siècle des Lumières, les spécificités et la personne de l'enfant sont pratiquement ignorées. Même les grands philosophes se désintéressent de l'enfant. Seul saint Augustin racontera son enfance [réf. nécessaire]. L'enfant n'est qu'un adulte miniature à la survie précaire[réf. nécessaire]. À partir du XVIIIe siècle, l'enfant va progressivement être perçu comme un être en croissance et maturation somatique et psychique, en même temps qu'un sujet d'éducation et d'apprentissage nécessitant une intervention précoce. Toutefois, le nouveau-né sera longtemps considéré comme un simple « tube digestif », un être réflexe, sans aucune compétence, dénué de sentiments et de sensations, une considération à peine nuancée quand cet être devient rampant puis ambulant. En outre, la forte mortalité infantile est considérée comme une fatalité habituelle, presque normale et l'infanticide des malformés ainsi que l'eugénisme auront longtemps droit de cité[réf. nécessaire]. En fait, peu de médecins s'intéressent à la médecine de l'enfant avant les deux guerres mondiales du XXe siècle, même si l'on peut cependant évoquer certains précurseurs comme Nils Rosén von Rosenstein en Suède au XVIIIe siècle, ainsi que beaucoup plus tard Armand Trousseau et Antoine Marfan en France à l'aube du XXe siècle. Les préoccupations, prise en charge et découvertes en la matière sont, en effet, récentes et ont suivi l'émergence lente et progressive de la pédiatrie sous l'effet de l'hécatombe des deux grandes guerres mondiales (nécessité de remplacer les générations sacrifiées), des révolutions pastorienne et freudienne, de l'hospitalisme et de la naissance de l'obstétrique. Le XIXe siècle constitue toutefois l'époque charnière en matière d'hospitalisation des enfants et de promotion d'actions préventives et sociales.
- vers 1620 — Peter Chamberlen l'aîné invente le forceps.
- vers 1800 — Jean-Louis Baudelocque et d'autres, comme le professeur Joseph Récamier son véritable précurseur, participe à la création de l'obstétrique moderne. Il fonde à Paris une maternité et une école de sages-femmes qui portent toujours son nom. Un peu plus tard, Abraham Jacobi[1] ouvre la première clinique pour enfants aux États-Unis.
- 1872 — Création du mot « pédiatrie »[2].
- 1874 — Loi du 23 décembre 1874, dite loi Roussel (surveillance des enfants placés en nourrice, organisation de circonscriptions responsables de la santé des enfants qui y vivent et établissement de statistiques sur cette population à risque).
- 1875 — Madeleine Brès peut être considérée comme la première pédiatre française[3].
- 1877 — Repos de la femme enceinte.
- 1878 — L'enseignement de la pédiatrie est officialisé en France[réf. souhaitée].
- 1891 — Ponction lombaire.
- 1892 — Première consultation pour nourrissons en France, sous la responsabilité de Pierre Budin.
- 1894 — L'hôpital-dispensaire de Belleville fondé par Gaston Variot devient la Goutte de lait.
- (bienfaits d’une alimentation infantile strictement contrôlée)
- 1895 — Radiographie.
- 1896 — La mairie de Paris met en place une commission d’étude de l’alimentation par le lait. Gaston Variot[4], Paul Strauss et Pierre Budin[5] fondent la Ligue contre la mortalité infantile.
- 1901 — Découverte des groupes sanguins.
- 1906 — La cuti-réaction (test Pirquet) découverte par le pédiatre autrichien Clemens von Pirquet.
- 1907 — Apparition du mot « pédiatre » (Larousse).
- 1911 — Création de l'institut de puériculture à Paris qui comprend non seulement une formation destinée aux médecins « puériculteurs » (qualificatif de l’époque) mais aussi une « école des mères » et des cycles de conférence destinés au grand public.
- 1917–1920 — Création de l’école de puériculture de la faculté de médecine de Paris, ainsi que du diplôme de visiteuse d’hygiène maternelle et infantile, future infirmière puéricultrice dont le diplôme d'État sera créé par décret le 13 août 1947.
- 1919 : Création de le chaire de Pédiatrie à l'université de Strasbourg qui vient de redevenir française
- 1920 : création de l'Association Alsacienne et Lorraine de puériculture qui forme des puéricultrices qui partent ensuite à la rencontre des familles
- 1935 — Décret-loi du 30 octobre 1935, dite loi Strauss[6] pour la protection des enfants de moins de 3 ans. Il met en place également le carnet de croissance dont tout enfant doit être pourvu dès la naissance.
- 1945 — Ordonnance du 2 novembre (protection des enfants de moins de 6 ans, généralisation du carnet de santé délivré à la naissance, obligation de créer ou développer les consultations prénatales ou de nourrissons pour tous les départements). Le professeur Robert Debré crée le premier service de pédiatrie, avec du personnel infirmier et des soins spécifiques, distinct de la prise en charge des adultes. C'est le début de la pédiatrie moderne et de la protection maternelle et infantile (PMI).
- 1946 : publication du manuel de pédiatrie Traité de Pathologie Infantile par Robert Debré et Paul Rohmer (2 500 pages, 2 volumes) qui fit autorité pour toute une génération de pédiatres.
- 1948 — Définition officielle de la prématurité par l'Organisation mondiale de la santé (enfant né vivant avec une période de gestation de moins de 37 semaines). Précédée des travaux de Pierre Budin, elle sera, en pratique, affinée et précisée par la suite des découvertes scientifiques.
- 1950 — Naissance de la pédiatrie néonatale, première sous-spécialité de la pédiatrie.
- 1951–1962 — Réforme de la PMI. Un premier décret no 51-953 du 9 juillet 1951 à propos de la vaccination par le BCG précise : « le rôle du médecin consultant et les éléments de l’examen de l’enfant à effectuer, le rôle de la puéricultrice et étend les services de PMI à l’ensemble de la population ». Le décret no 62-840 du 19 juillet 1962 viendra compléter ces dispositions et réformer la PMI.
- 1960–1970 : Françoise Dolto apporte la dimension psychanalytique à la pédiatrie. C'est aussi à cette époque que s'affirment ou naissent de nombreuses sous-spécialités de la pédiatrie.
- 1970 — Loi du 15 juillet 1970, suivie par l’arrêté du 27 août 1971. Surveillance des nouveau-nés en maternité avec une consultation médicale obligatoire dans la première semaine.
- 1975 — L'échographie fœtale permet enfin d'observer le fœtus vivant dans sa bulle amniotique. Actuellement[Quand ?], les différentes techniques de l'imagerie médicale complètent ces observations et, avec les avancées de la génétique, permettent des diagnostics de plus en plus précis et précoces.

Il existe une société internationale d'histoire de la médecine (SIHM) dont l'un des présidents, le pédiatre canadien de la Broquerie Fortier (1976-1980) s'est fortement investi dans l'histoire de la pédiatrie.

## Médecin spécialiste en pédiatrie
Si l'on excepte les interventions en marge ou en appoint de la pédiatrie, comme celle des pédo-psychologues ou celle du personnel de puériculture, en France, la pédiatrie est au sens strict une activité médicale. Alors que le pédiatre est un médecin spécialiste, les médecins de famille peuvent aussi détenir une compétence avancée dans cette discipline médicale. Une étude du Conseil national de l'Ordre des médecins de 2004 montrait qu'il y avait environ 1,3 % des médecins généralistes ayant cette compétence.

### Rôle du pédiatre généraliste

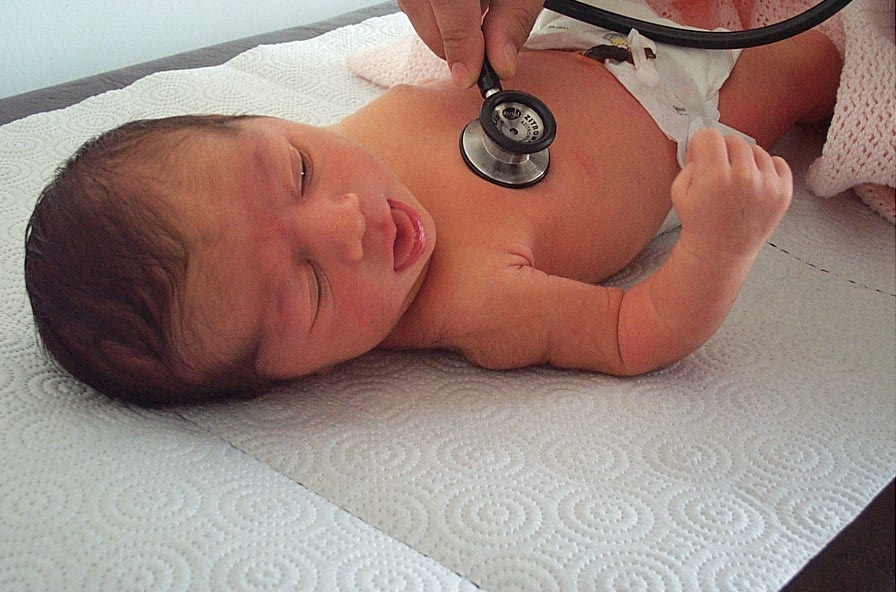
Auscultation indirecte d’un nourrisson.

Hormis les pédiatres qui sont spécialisés dans une discipline particulière, le pédiatre généraliste est responsable de la surveillance régulière de la croissance de l'enfant et de son éveil, ainsi que de toutes les interventions y afférentes : vaccinations, régimes, dépistage et traitement des différentes affections.
Son intervention recouvre les quatre fonctions principales suivantes : la prévention, le dépistage, le traitement et la rééducation.
La prévention devient de plus en plus prénatale depuis que l'on sait prévenir les complications obstétricales dues aux incompatibilités sanguines. De nouvelles techniques comme la ponction amniotique qui permet d'analyser les cellules fœtales ont ouvert la voie à de nombreux progrès en matière de prévention prénatale : détection des anomalies chromosomiques, par exemple. Sans compter les avancées considérables de la génétique. L'attention est portée sur l'hygiène alimentaire, les vaccinations, l'éducation des parents, notamment sur les risques d'accidents (ingestions diverses), de mort subite du nourrisson, le surmenage scolaire ou au contraire, l'adynamie psychogène de l'adolescent (faible activité), etc.
Le dépistage des anomalies métaboliques, comme la phénylcétonurie (ou hyperalaninémie), l'hyperphénylalaninémie et l'hypothyroïdie congénitale commence dès la naissance. L'intérêt du dépistage précoce de ces maladies dès la naissance est qu'elles peuvent bénéficier d'un traitement efficace soit par le régime soit par l'apport de médicaments et éviter ainsi toute encéphalopathie qui deviendrait définitive. On pense également au dépistage des anomalies anatomiques comme la luxation congénitale de la hanche, des anomalies sensorielles comme le strabisme ou la surdité, ou au dépistage de l'autisme. Ensuite, c'est en milieu scolaire où l'enfant passe le plus clair de son temps qu'il convient de faire ce dépistage (rôle des médecins scolaires). De nombreuses techniques de dépistage existent : test de la sueur pour la mucoviscidose, le test de Guthrie pour la phénylcétonurie, etc.
Le traitement pédiatrique a fait de nombreux progrès. Il pose surtout le problème du choix du lieu du traitement. L'hospitalisation n'est pas toujours nécessaire mais peut s'avérer indispensable si la garde et la surveillance de l'enfant ne peuvent être assurées à domicile. La pédiatrie ambulatoire offre parfois une solution satisfaisante.
La rééducation (ou réhabilitation) des séquelles d'une anomalie ayant été traitée au stade aigu est une part importante de la pédiatrie. On pense par exemple au diabète infantile, etc.
Le pédiatre doit avoir des qualités d'écoute, de patience et d'observation avec des enfants parfois craintifs, rétifs ou trop jeunes pour s'exprimer, et un bon relationnel avec des parents dont le témoignage est indispensable (notamment pour les enfants de moins de 2 ans) et qu'il peut, en retour, rassurer et conseiller (en matière de santé, d’alimentation, d’hygiène, mais aussi d’éducation, voire de psychologie).
Marginalement, certains pédiatres contestent globalement ce rôle d'un pédiatre plus tourné vers les affections que vers la santé de l'enfant.

## Différentes spécialisations pédiatriques
Le pédiatre néonatal assure, en concertation avec les obstétriciens et l'équipe de la maternité, la prise en charge médicale du nouveau-né dès la salle d'accouchement jusqu'à son retour au domicile. Il effectue les examens systématiques destinés à s'assurer de la bonne santé de celui-ci. Cet exercice requiert une grande disponibilité et des compétences spécifiques en médecine néonatale, en raison des situations d'urgence vitale fréquemment rencontrées dans ce contexte.
D'autres pédiatres sont spécialisés (ou spécialistes orientés uniquement vers la pédiatrie) comme des pédiatres rhumatologues, cardiologues, chirurgiens, neurologues (neuropédiatres), néphrologues, endocrinologues, dermatologues, nutritionnistes, hématologues, pneumologues, les pédopsychiatres, les urgentologues spécialisés en pédiatrie, les pédiatres sociaux, etc.

## Médecines non conventionnelles en pédiatrie
Le recours à la médecine non conventionnelle existe aussi en pédiatrie :
- les médecines holistiques, par exemple pour le traitement des enfants atteints de trouble de déficit de l’attention avec hyperactivité[9], ou s'agissant des remèdes homéopathiques pour le traitement de l'asthme chez l'enfant[10] ou des remèdes dits naturels pour soigner l'enfant en général[11],[12] ;
- l'ostéopathie ; selon une étude de l'association Académie d’ostéopathie, 46 % des 270,000 nourrissons dans la tranche d’âge allant de la naissance à 9 mois nés en France en 2005 auraient bénéficié d’une consultation auprès d'un ostéopathe[13]. Toujours selon cette étude, les témoignages des équipes en pédiatrie périnatale seraient en ce sens particulièrement évocateurs de l’utilité de cette profession (ostéopathe), tant en matière de confort que d’économies de santé qui en découlent. Toutefois, les conclusions des études internationales menées sur ce sujet diffèrent et concluent « qu'il n’existe pas suffisamment de preuves scientifiques pour recommander la thérapie crânio-sacrée à des patients, des praticiens ou à des tiers quelle que soit la condition clinique[14]. » ;
- les médecines traditionnelles, en particulier les rapports entre la pédiatrie et la médecine chinoise (infra), et aux pratiques africaines qui, parfois, s'exercent de manière supplétive, voire concurrentielle, au sein de certaines communautés[réf. nécessaire].

## Niveau international
La formation des pédiatres est assurée avec une certaine uniformité dans de nombreux pays, notamment par un enseignement et des stages pratiques en milieu hospitalo-universitaire sanctionnés par un diplôme d'études spécialisées (DES) ; le DES en France (supra), le Board of Speciality dans le monde anglo-saxon. Il existe une association européenne pour l'enseignement de la pédiatrie.
L'Unicef coordonne les programmes d'assistance à l'enfance dans le monde. L'une des émanations de cet organisme en France était le centre international de l'enfance et de la famille qui était un centre national et international d'expertise et de référence sur les questions touchant aux enfants et aux familles, dans les domaines sanitaire et social, jusqu'à sa disparition en 1999. Les problèmes de liaisons interdisciplinaires sont traités par des organismes de ce type, mais sont également souvent au cœur de réunions internationales, comme, le symposium international de la santé et de la périnatalité à Montréal en avril 2005, le congrès international « Enfant, prénatologie et société » à Moscou en mai 2007, etc.
C'est à l'occasion de l'une de ces manifestations internationales que, s'adressant aux participants du XXIIe congrès international de pédiatrie réunis à Amsterdam le 10 août 1998, après avoir instamment invité les participants à rester vigilants face à la commercialisation agressive des substituts du lait maternel qui nuit à l'allaitement maternel, le directeur de l'OMS, le docteur Brundtland déclarait :

« En tant que pédiatres, vous n'êtes pas seulement des médecins qui prescrivez un traitement. C'est vers vous que nous nous tournons pour obtenir des conseils sur la croissance et le développement harmonieux de nos enfants, c'est en vous que nous avons confiance. Cette confiance fait que vous jouez un rôle particulier de responsable communautaire. Vous faites clairement entendre votre voix pour le compte des enfants qui ont tant de peine à faire entendre la leur dans beaucoup trop de pays. »

— Communiqué de l'OMS du 10 août 1998

## Dans le monde
Suivant les régions du monde, la pédiatrie se différencie notamment par son organisation, ses pratiques, ses affections et ses problèmes.

### Amérique du Nord

#### Canada
Au Canada, les aspirants pédiatres doivent compléter un doctorat en médecine, suivi d'une résidence de quatre ans en pédiatrie pour obtenir une certification du Collège royal des médecins et chirurgiens du Canada. Certains pédiatres décident également de poursuivre une cinquième année de résidence, communément appelée fellowship, pour se surspécialiser dans une branche de la pédiatrie comme la médecine d'urgence pédiatrique ou la pédiatrie sociale. Il est de mise de noter que les pédopsychiatres doivent compléter une résidence en psychiatrie avant d'entreprendre deux années d'études surspécialisées en pédopsychiatrie.

### Europe

#### Espagne
- La pédiatre Nieves González Barrio (1864-1965) est l'une des pionnières de la pédiatrie en Europe[17], alors que la discipline est peu reconnue[18].

### Afrique

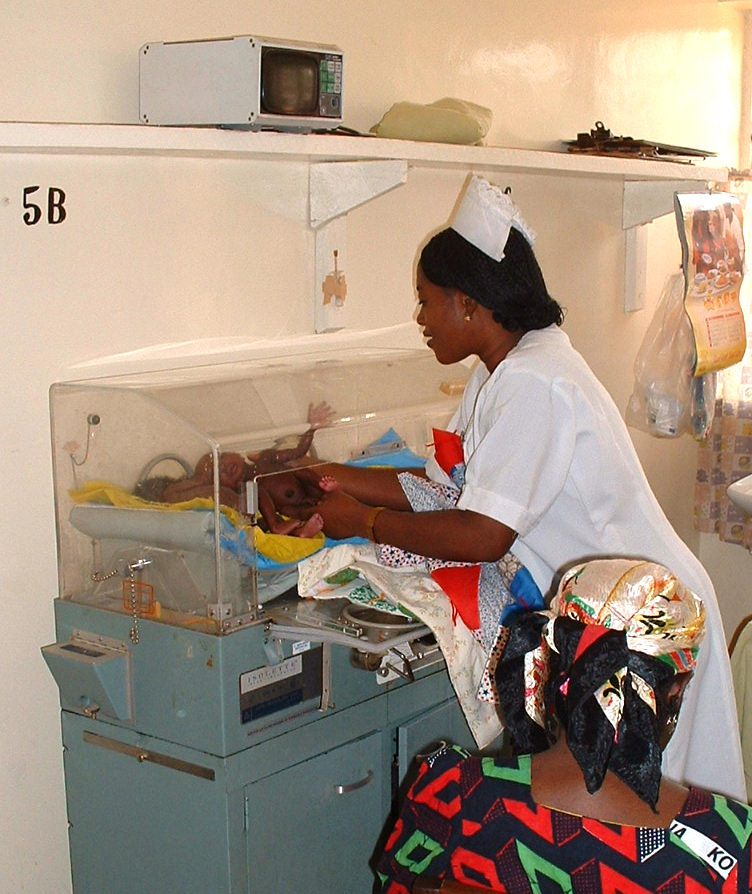
Couveuse dans une nurserie africaine

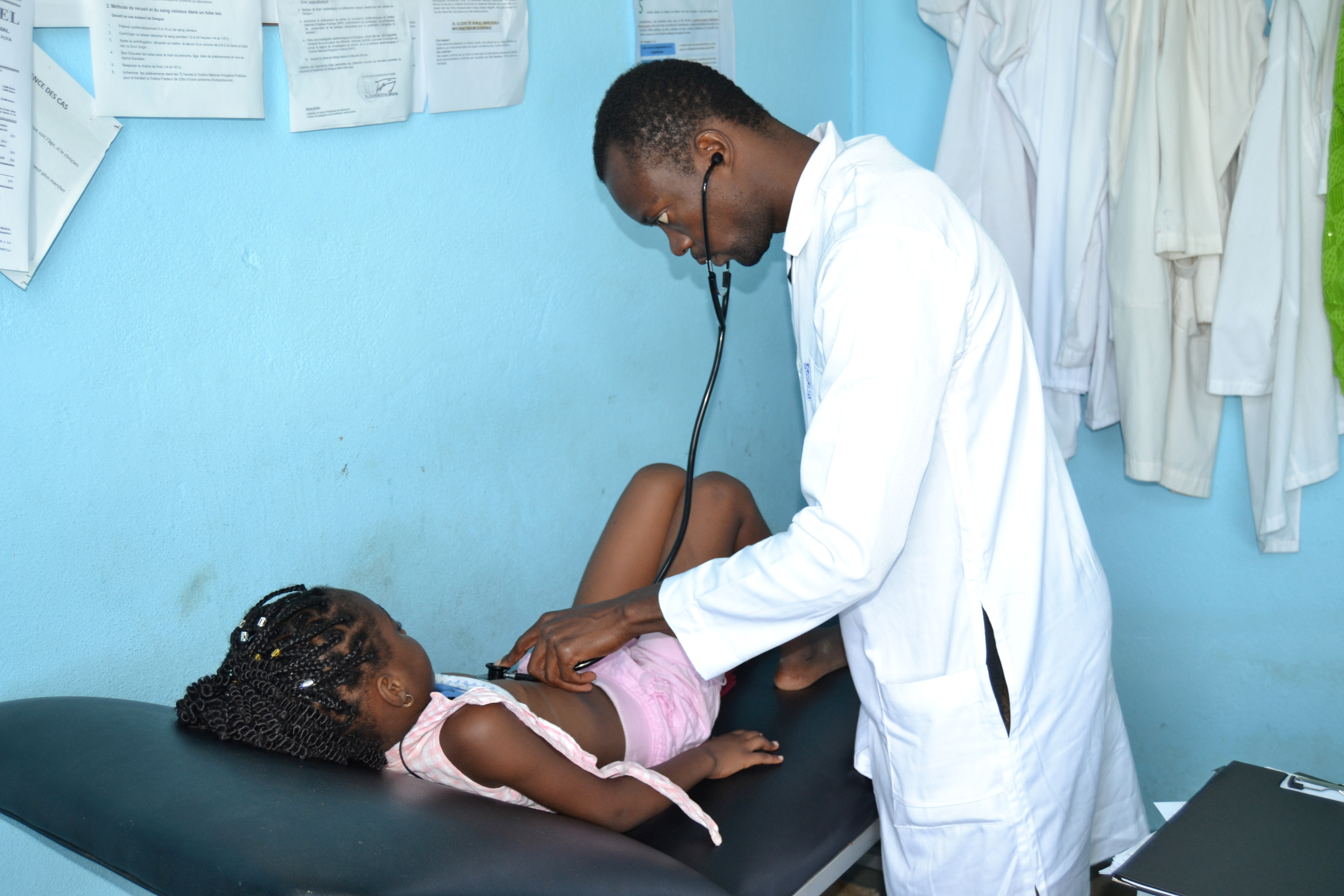
Pédiatre examinant une enfant en Côte d'Ivoire

La pédiatrie est développée de manière très inégale suivant les régions : très occidentalisée au nord (Maghreb notamment) et au sud, très erratique dans l'Afrique subsaharienne où elle fait l'objet d'un effort particulier de la communauté internationale en raison de deux périls particuliers (nutritionnel et infectieux) qui, avec la faible prise en charge obstétrique en zone rurale (rôle des matrones), restent l'une des causes d'une forte mortalité infantile (Un enfant sur quatre meurt avant 5 ans et dans certaines zones, c'est un enfant sur deux)[réf. nécessaire]. Ceci, sans compter les obstacles culturels, notamment la persistance et le fatalisme de la médecine traditionnelle africaine concernant les enfants, et surtout, les guerres tribales meurtrières.
- Au niveau nutritionnel, on note en effet des affections spécifiques dans cette partie du monde africain :
  - le syndrome de malnutrition protéïnocalorique du sevrage, avec le cas dit des « enfants rouges » et ses deux états au pronostic vital engagé : le marasme (une maigreur extrême, l’atrophie des muscles, la peau flasque et plissée donnant à l’enfant d’un an un masque de vieillard) et le kwashiorkor (avec les œdèmes du corps et du visage, la peau craquelée, décolorée, tombant en lambeaux, les cheveux roux et cassants, une apathie et le refus de s’alimenter). Ceci est à l’origine de programmes d’alimentation supplémentée par des aliments enrichis en produits locaux et des formules de sevrage qui sont produites à l’échelle industrielle dans plusieurs pays par des agences des Nations unies, et, en particulier, par l’UNICEF. Ces produits sont distribués par les centres de PMI aux enfants des crèches, des jardins d’enfants, des écoles. L'un des obstacles majeurs à cette politique résulte des traditions familiales, avec la nécessité (et la difficulté) d'éduquer les mères,
  - l'anémie nutritionnelle, due à des carences simultanées : déficit en protides, en fer et en vitamines nécessaires à la maturation des globules rouges (vitamine B12 et acide folique). Ce type d'anémie est souvent associé à des anémies d'origine parasitaire,
  - la diarrhée des farineux, due au régime fortement ou exclusivement glucidique (bouillies de mil, de riz, de manioc, etc.). Cette pathologie peut être amplifiée de façon catastrophique par une infection microbienne, virale ou parasitaire du fait, notamment, de la pollution de l’eau. Elle peut aboutir à une gastro-entérite avec des vomissements qui accentuent la déperdition d’eau et de sels. Or une déshydratation importante conduit à la toxicose, qui constitue une part importante de la mortalité infantile,
- au niveau infectieux, on note de nombreuses infections digestives et respiratoires, auxquelles s'ajoutent les grandes endémies tropicales (tréponématose endémique, rougeole, paludisme), tuberculose, bilharziose (vésicale ou intestinale) et la lèpre. L'apparition de médicaments efficaces et les programmes de vaccinations de masse initiés par l'OMS et les ONG permettent d'endiguer ces affections notamment dans les zones rurales où les services de PMI sont peu efficients. Néanmoins, compte tenu des manques d'hygiène et d'asepsie, les infections parasitaires sont nombreuses, avec une place particulière pour les vers intestinaux (ascaris et les ankylostomes). Le tétanos y est également fréquent pour cette raison : tétanos néo-natal (souvent à cause de la ligature du cordon par un lien souillé), tétanos de l’enfant (à partir des plaies, otites chroniques, scarifications rituelles ou simple fixation d’un bijou). Les atteintes pulmonaires sont également favorisées par la nudité de l’enfant.

### Asie

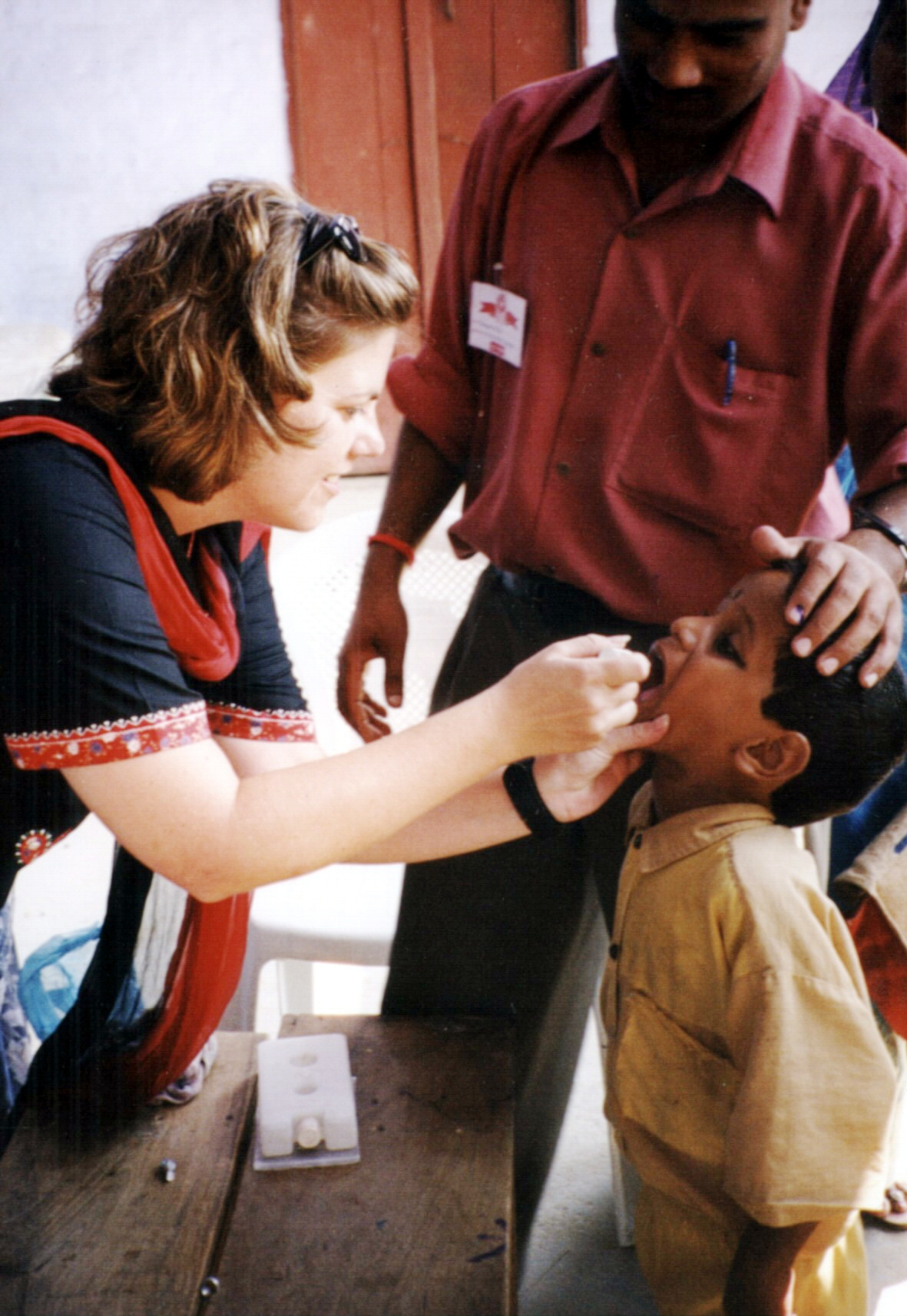
Vaccination contre la polio en Inde.

#### Chine
- La pédiatrie en Chine (en chinois : 儿童病房 ér tóng bìng fáng) :

La médecine traditionnelle chinoise (MTC) subsiste malgré le développement des techniques pédiatriques occidentales. Même en Chine la crédibilité de cette médecine historique est parfois remise en cause mais, tandis que les techniques modernes sont vues comme une médecine du détail, la médecine traditionnelle envisage la globalité de l'enfant, de façon générale jugée moins agressive par une majorité de la population.
Ainsi, la MTC n'ignore pas la pédiatrie. Le massage (ou Tui na) est l'un des piliers des pratiques traditionnelles pédiatriques. Entre autres, il est prescrit dans le traitement des affections internes en pédiatrie et pour l'éveil sensoriel de l'enfant. Dès le premier mois, le nourrisson est ainsi massé pour stimuler ses organes internes, aussi bien que ses organes moteurs et le cou. Le pédiatre traditionnel connaît aussi le traitement des principales affections infantiles par l'acupuncture, la moxibustion et l'auriculothérapie et utilise une pharmacopée particulière, à usage minimaliste, à base d'herbes, d'huiles et de macérations diverses. On notera, enfin, que l’usage des scorpions pour le traitement spécifique des convulsions/épilepsie des enfants est clairement documenté dans la littérature ancienne chinoise (littérature des Fangshi des dynasties Song. Par exemple, le Traité de pédiatrie Xiaoer Weisheng Zong Wei Lun Fang, sur les formules pour les soins de santé des enfants).

## Précurseurs ou pédiatres célèbres
| - Edwige Antier (1942–), pédiatre française - Jenny Aubry (1903–1987), pédopsychiatre français - Paul Baize (1901- 1995), pédiatre et astronome amateur - Thomas Berry Brazelton (1918–2018), pédiatre américain - Madeleine Brès (1842–1921), pédiatre, première femme en France qui obtient le diplôme de médecin - Pierre Budin (XIXe siècle), pédiatre français - Robert Debré (1882–1978), pédiatre français - Françoise Dolto (1908–1988), pédopsychiatre française - Guido Fanconi (XXe siècle), pédiatre suisse - Harald Hirschsprung (XIXe siècle), pédiatre danois - Abraham Jacobi (XIXe siècle), pédiatre américain - Frank Chambliss Johnson (XXe siècle), pédiatre américain - Jérôme Lejeune (XXe siècle), pédiatre français - Marcel Lelong (1892–1973), pédiatre français - Paul Lemoine (XXe siècle), pédiatre français - Antoine Marfan (XXe siècle), pédiatre français - Alexandre Minkowski (1915–2004) - Aldo Naouri (1937–), pédiatre français - Roger Perelman (1922–2008), pédiatre français | - András Pető (XXe siècle), pédiatre hongrois - Emil Pfeiffer (XIXe siècle), pédiatre allemand - Clemens von Pirquet (XXe siècle), pédiatre autrichien - José Ramet (1955-2019), médecin pédiatre belge - Beat Richner (1947–2018), pédiatre suisse - Paul Rohmer (1876–1977), pédiatre français - Nils Rosén von Rosenstein (XVIIIe siècle), pédiatre suédois - Lyonel Rossant (1952–2016), pédiatre français - Théophile Roussel (XIXe siècle), médecin et homme politique - Marcel Rufo (1944–), pédopsychiatre français - Albert Mason Stevens (1884–1945), pédiatre américain - James Mourilyan Tanner (1920–2010), pédiatre anglais - Serge Tisseron (XXe siècle–XXIe siècle), pédopsychiatre français - Armand Trousseau (XIXe siècle), pédiatre français - Raymond Turpin (1895–1988), pédiatre, généticien français - Anne Tursz (XXe siècle–XXIe siècle), pédiatre française - Donald Winnicott (1896–1971), pédopsychiatre anglais |

## Curiosités
- Le frère de l'ancien président de la République française Nicolas Sarkozy, François, fut pédiatre avant d'être chercheur en biologie.
- Le professeur Mattei est l'un des seuls pédiatres à avoir été ministre de la Santé en France (2002)
- Les cinq infirmières bulgares incarcérées en Libye de 1999 à 2007 étaient venues travailler en pédiatrie.
- Au Burkina Faso, en 2007, un homonyme du ministre de la Santé du pays, Alain Yoda, se faisait passer pour son cousin et se disait pédiatre[20].
- Le vice-président du troisième groupe de travail du Grenelle Environnement organisé par le gouvernement français en 2007 est un pédiatre, le professeur Alain Grimfeld[21].
- L'acteur américain George Clooney s'est fait connaître pour son rôle du docteur Ross, pédiatre, dans la série Urgences.

#### Œuvres de documentation
- Jacqueline Rossant-Lumbroso, et Lyonel Rossant, Votre enfant, encyclopédie de l'enfant et guide pour les parents, Éditions Robert Laffont.
- Jacqueline Rossant-Lumbroso, et Lyonel Rossant, Bien nourrir son bébé, Éditions Odile Jacob. (Site du livre )
- Aldo Naouri, Réponses de pédiatre, Odile Jacob (poche), 2000/2004 (et autres ouvrages)
- Antoine Leblanc, Samir Harchaoui, « Les suites immédiates du signalement dans un service de pédiatrie », in Enfances et Psy, no 23-2003/3, Erès
- in Spirale, Place du pédiatre en anténatal, no 36-2005/4, Erès
- Danièle Brun (sous direction), 4e Colloque de Pédiatrie et Psychanalyse : "Au nom d’un projet d’enfant parfait" - Janvier 2001
- Emmanuelle Berthiaud, François Léger et Jérôme Van Wijland (dir.), Prévenir, accueillir, guérir. La médecine des enfants de l'époque moderne à nos jours, Presses universitaires du Septentrion, 2021, 340 p. (lire en ligne)

#### Œuvres romanesques
- Marie-Louise Fischer, Docteur Katia Holm, pédiatre, roman, Pocket, 1973